# Leopold Mozart

Leopold Mozart (Porträt, Pietro Antonio Lorenzoni zugeschrieben)

Johann Georg Leopold Mozart (* 14. November 1719 in Augsburg; † 28. Mai 1787 in Salzburg) war ein deutscher Komponist zur Zeit der Vorklassik und Wiener Klassik. Er ist der Vater von Wolfgang Amadé Mozart, der die Wiener Klassik zu ihrer Blütezeit führte. Die längste Zeit seines Lebens wirkte und wohnte er mit seiner Familie im Erzstift Salzburg.

## Leben

Leopold Mozart mit seinen Kindern Wolfgang Amadé und Maria Anna, an der Wand ein Porträt der verstorbenen Ehefrau Anna Maria. Gemälde von Johann Nepomuk della Croce, um 1780

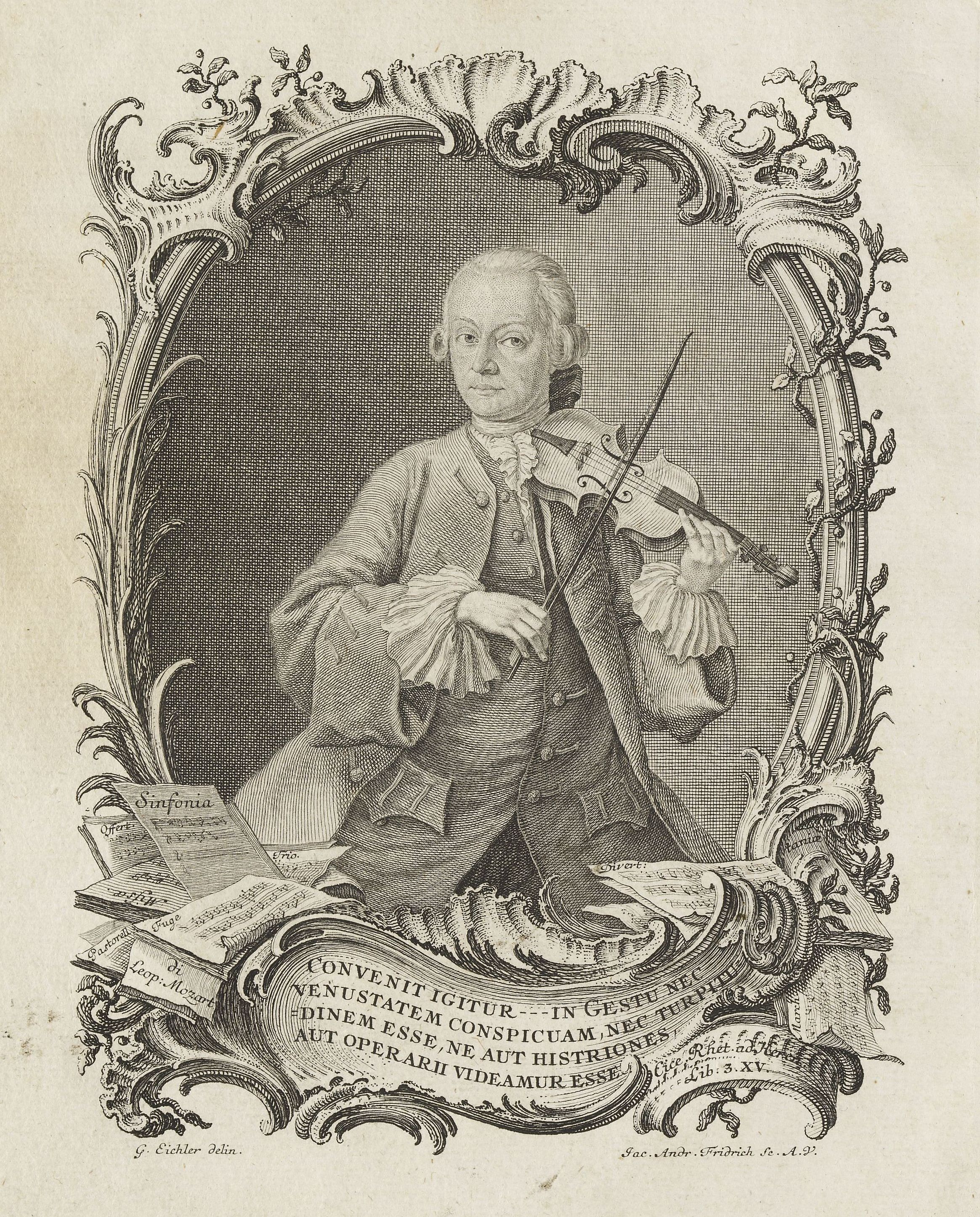
Titelbild „Violinschule“ von Leopold Mozart Augsburg 1756

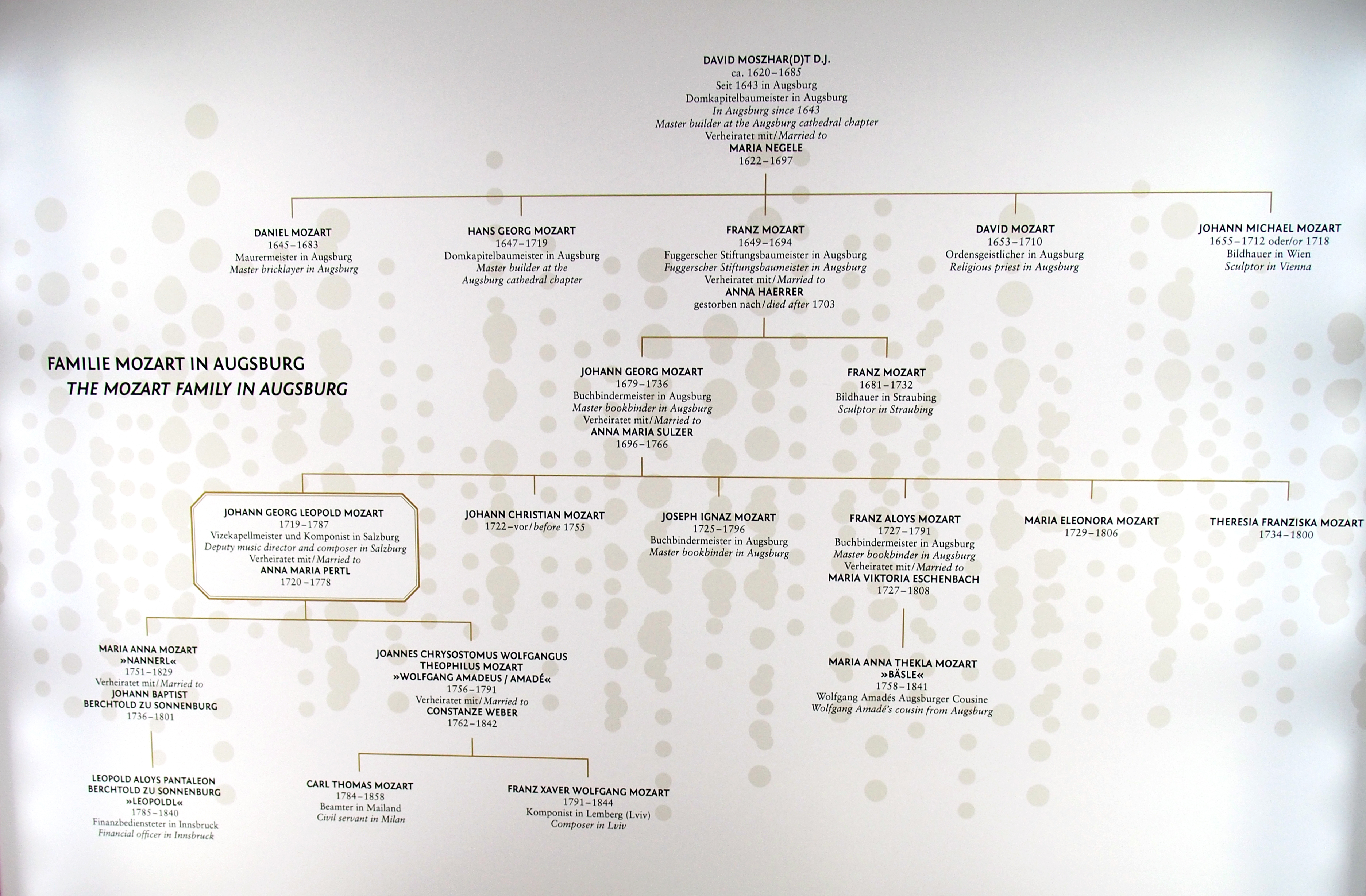
Stammbaum

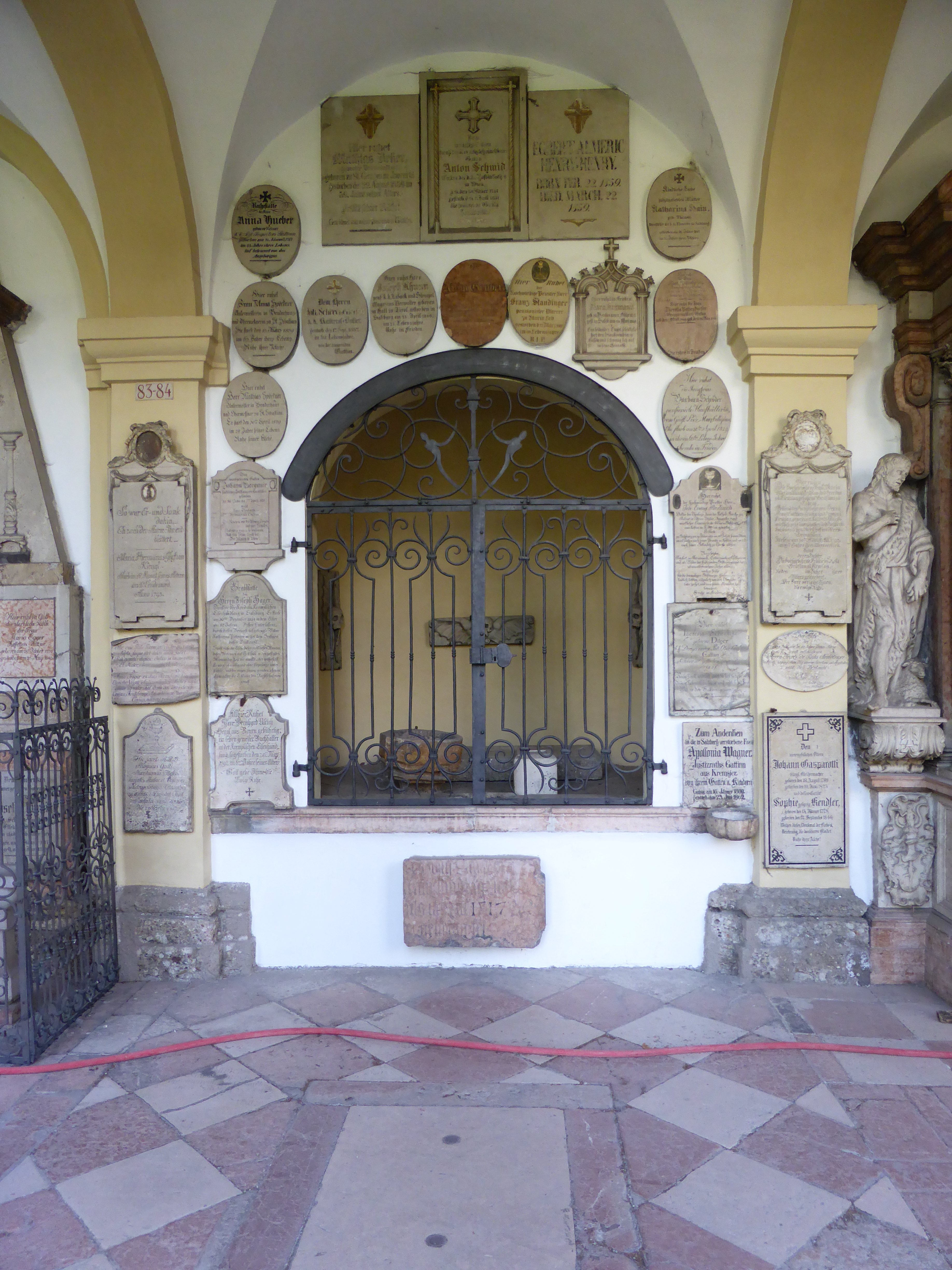
Kommunegruft St. Sebastian

Leopold Mozart wurde in Augsburg im heutigen Mozarthaus als Sohn des Buchbinders Johann Georg Mozart (1679–1736) und dessen zweiter Frau Anna Maria Sulzer (1696–1766) geboren, und in St. Georg auf die Namen Johann, Georg und Leopold getauft. Er besuchte das Jesuitenkolleg St. Salvator in Augsburg und studierte ab Dezember 1737 in Salzburg Philosophie, wo er im Juli 1738 den Grad eines Baccalaureus verliehen bekam. Das Studium der Jurisprudenz, für das er sich dann einschrieb, brachte er nicht zu Ende, da er inzwischen wohl mehr an der Musik interessiert war. Der Augsburger Patrizier und spätere Bürgermeister Jakob Wilhelm Benedikt von Langenmantel war einer seiner Jugendfreunde und Kommilitonen. 1740 wurde Mozart zunächst Geiger und Kammerdiener des Reichsgrafen und Salzburger Domherrn Johann Baptist von Thurn-Valsassina und Taxis.
In den folgenden Jahren erklomm er nur langsam die Karriereleiter in der Salzburger Hofmusik. Über das Amt des Vizekapellmeisters kam er dabei nie hinaus. 1743 wurde er unter Fürsterzbischof Leopold Anton Freiherr von Firmian (reg. 1727–1744) zunächst als vierter Violinist in die Salzburger Hofkapelle aufgenommen. 1743 erschien sein Name in den Weihnachtssalzlisten. Ab 1744 war er als Mitglied der Hofkapelle im Hofkalender eingetragen. Im selben Jahr unterrichtete er auch die Kapellhausknaben im Violinspiel. Ab 14. Mai 1746 erhielt er monatlich zunächst 5, später 11 bzw. 20 Gulden Besoldung. 1747 wurde er zum „Hof- und Cammer-Componist“ ernannt.
Am 21. November 1747 heiratete er im Salzburger Dom Anna Maria Pertl, mit der er sieben Kinder hatte. Von den Kindern erreichten nur zwei das Erwachsenenalter, die beide bekannte musikalische Wunderkinder wurden: Maria Anna (die Nannerl genannt) und Wolfgang Amadé (als Kind Wolferl gerufen), der zu einem der bedeutendsten klassischen Komponisten wurde.
1755 musste Leopold Mozart sein Augsburger Bürgerrecht aufgeben. 1756 erschien als Frucht seiner pädagogischen Tätigkeit der Versuch einer gründlichen Violinschule. 1758 stieg er in der Hofkapelle zum zweiten Violinisten auf. Mit Dekret vom 28. Februar 1763 wurde er schließlich zum Vizekapellmeister mit einer jährlichen Besoldung von 400 Gulden sowie einem zusätzlichen Wein- und Brotdeputat im Wert von 96 Gulden ernannt. Mit der beginnenden musikalischen Karriere seiner Kinder suchte Leopold Mozart immer wieder um längerfristige Reiseurlaube an, welche von Sigismund III. Graf Schrattenbach (reg. 1753–1771) nicht nur genehmigt, sondern aus dessen privaten Schatullgeldern auch finanziell unterstützt wurden. 1766 war er mit Wolfgang Amadé für 2 Wochen zu Gast im Schloss Donaueschingen bei Fürst Joseph Wenzel. Unter Hieronymus Graf Colloredo (reg. 1772–1803) war Leopold Mozart dann verstärkt an den Hof gebunden. Das mehrmals vorgetragene Ansuchen um Freistellung für eine Reise nach Frankreich führte mit Wirkung vom 1. September 1777 zu einer vollständigen Entlassung vom Hofdienst von Vater und Sohn. Aus diesem Grund trat Wolfgang Amadé Mozart die Reise nach Frankreich dann mit seiner Mutter an, welche in Paris verstarb. Mit Dekret vom 26. September 1777 und dem Zusatz, „dass er sich mit dem Kapellmeister und andern bey der Hofmusik angestellten Personen ruhig und friedlich betragen werde“, wurde Leopold Mozart wieder aufgenommen.
Nach dem Tode von Kapellmeister Giuseppe Lolli am 11. August 1778 suchte er um eine Gehaltserhöhung an und erhielt fortan zusätzlich 100 Gulden pro Jahr. Er blieb bis zu seinem Tod am 28. Mai 1787 in der Funktion des Vizekapellmeisters.
Der Nachwelt ist er hauptsächlich als unermüdlicher Förderer, Erzieher und Reisebegleiter seines genialen Sohnes präsent, obwohl er Musik komponierte, die auch heute noch gespielt wird. Neben kirchenmusikalischen Werken und Gelegenheitskompositionen, in denen er sich gern „realer Klangeffekte“ bediente (Glockengeläut, Hundebellen, Posthorn u. a.), schrieb er eine beachtliche Zahl von Werken der Instrumentalmusik: ca. 50 Sinfonien (mit nicht immer eindeutiger Authentizität), fünf Flötenkonzerte (vier davon sind verschollen), ein Trompetenkonzert (aus einer Serenade mit verschiedenen Solosätzen für Trompete und Posaune), drei Klaviertrios, drei Klaviersonaten, eine Reihe von Divertimenti in unterschiedlicher Besetzung u. a. m.
 Im Geburtsjahr seines Sohnes Wolfgang 1756 erschien Leopold Mozarts Versuch einer gründlichen Violinschule in Druck; sie enthält 16 Violinduos. In der leicht überarbeiteten dritten Auflage (1787) nennt sich dieses erfolgreiche Werk schließlich nur noch Gründliche Violinschule. Sie gilt bis heute als eine wesentliche Quelle für die Kenntnis der Musizierpraxis im 18. Jahrhundert.
Das Verhältnis zwischen Vater und Sohn kühlte in der Zeit um 1781/1782 merklich ab, als sich der Sohn in Wien niederließ und eine „Weberische“ ehelichte; in den späten Briefen an „Nannerl“ taucht Wolfgang Amadé nur noch ohne Namensnennung als „dein Bruder“ auf. Leopold Mozart missbilligte die Ehe seines Sohnes mit Constanze. Während eines Besuches in Wien kritisierte er, dass Wolfgang Amadé dünner geworden sei, dass in der Wohnung Kleidungsstücke herumlägen, dass es Gerede über die Finanzlage Mozarts gebe und vieles mehr.
Als Leopolds Todesursache ist „Magenverhärtung“ dokumentiert, was möglicherweise als Magenkrebs zu deuten ist. Seine Grabstätte befindet sich auf dem Sebastiansfriedhof in Salzburg; es ist jedoch lediglich ein Schaugrab, das der Mozart-Enthusiast Johann Evangelist Engl (1835–1921) errichten ließ. Tatsächlich wurde Leopold Mozart 1787 in der Kommunegruft des Sebastiansfriedhofes beigesetzt.
Leopold Mozart steht mit seinem Namen neben dem seines Sohnes auf einer im österreichischen Haus-, Hof- und Staatsarchiv erhaltenen Präsenzliste der Freimaurerloge „Zur wahren Eintracht“ in Wien.
Auf einem verschollenen Porträt waren Leopold Mozart, Johann Baptist von Thurn und Taxis und Johann Christoph Egedacher abgebildet. Das Bild befand sich bis 1830 in der von Franz Laktanz Graf von Firmian angelegten Gemäldesammlung auf Schloss Leopoldskron. Diese Darstellung ist bisher nicht wieder aufgefunden worden.

## Werke (Auswahl)

### Kompositionen
- Sinfonia burlesca (LMV VII:G2)
- Sinfonia pastorella (LMV VII:G3)
- Neue Lambacher Sinfonie (LMV VII:G16)
- Sinfonia di caccia G-Dur „Jagdsinfonie“ (LMV VII:G9)
- Musikalische Schlittenfahrt (LMV VIII:8)
- Divertimento in D „Die Bauernhochzeit“ (LMV VIII:6)
- Flötenkonzert G-Dur (LMV IX:1)
- Trompetenkonzert D-Dur (LMV IX:13)
- Missa solemnis in C (LMV I:C1)
- Missa in C (LMV I:C2)
- Missa brevis in C (LMV I:C2a)
- Missa in A (LMV I:A1)
- Missa brevis in F, Fragment (LMV XV:1)

Das als Kindersinfonie bekannte Werk für Orchester und Spielzeug wurde zunächst Joseph oder Michael Haydn zugeschrieben und galt dann längere Zeit als Werk Leopold Mozarts. Als Komponist kommt jedoch inzwischen auch der Tiroler Benediktinerpater Edmund Angerer in Frage. Leopold Mozarts Missa brevis in C-Dur LMV I:C2a und die Missa brevis in F-Dur LMV XV:1 wurden zunächst irrtümlich (als KV 115 und 116) seinem Sohn zugeschrieben. Das sogenannte „Notenbuch für Wolfgang“ (für Klavier) ist eine Fälschung.

### Schriften
- Versuch einer gründlichen Violinschule. Augsburg 1756 (Volltext der dritten Auflage).

## Film
- Eingetaucht in die Ewigkeit, Augsburg – die bayerische Mozartstadt. Eine Filmdokumentation von Bernhard Graf, BR, 2011. (Spurensuche über Leopold Mozart und seine Ahnen.)
- Mozart – die wahre Geschichte. Eine Filmdokumentation von Bernhard Graf, Bayerischer Rundfunk, 2012. (Dokumentarspiel über Leopold Mozart, seinen berühmten Sohn und seine Vorfahren.)
- Mozarts Geheimnisse. Eine Filmdokumentation von Bernhard Graf, BR, 2019 (Spurensuche über Leopold Mozart und seine Vorfahren.)